# Дпреванк
Дпреванк (арм. Դպրեվանք) — село в Арагацотнской области Армении.

## История
Село основано в 1991 году бежавшими из села Матраса (Азербайджан) армяно-татами.

## География
Село расположено в южной части марза, на расстоянии 27 километров к западу от города Аштарак, административного центра области. Абсолютная высота — 1200 метров над уровнем моря.
Климат
Климат характеризуется как умеренно холодный, влажный (Dfa в классификации климатов Кёппена).

## Население
| Год переписи | Население          | Население          | Население          | Население            | Население            | Население            |
| Год переписи | Наличное население | Наличное население | Наличное население | Постоянное население | Постоянное население | Постоянное население |
| Год переписи | Всего              | Мужчины            | Женщины            | Всего                | Мужчины              | Женщины              |
| ------------ | ------------------ | ------------------ | ------------------ | -------------------- | -------------------- | -------------------- |
| 2001         | 52                 | 23                 | 29                 | 58                   | 27                   | 31                   |
| 2011         | 48                 | 25                 | 23                 | 47                   | 25                   | 22                   |

| Год  | Численность | Численность |
| ---- | ----------- | ----------- |
| 2001 | 58          | [ 8 ]       |
| 2004 | 15          | [ 8 ]       |
| 2011 | 47          | [ 9 ]       |